# Nikolaus Osterroth
Nikolaus Osterroth (né le 16 février 1875 à Hettenleidelheim et mort le 19 septembre 1933 à Werder/Havel) est membre de l'Assemblée nationale de Weimar de 1919.

## Biographie
Après l'école primaire de Hettenleidelheim, Osterroth, dont le père est boucher, commence à travailler comme mineur dans les mines d'argile à l'âge de 14 ans. Il effectue ce travail - avec une brève interruption en raison de son service militaire dans le 18e régiment d'infanterie bavarois (de) de 1895 à 1897, jusqu'en 1902.
De 1902 à 1907, il travaille comme commerçant pour une association de consommateurs. Pendant ce temps, Nikolaus Osterroth travaille déjà comme secrétaire du parti du SPD et rédacteur en chef du journal du parti "Saarwacht" à Sarrebruck . Il est président du groupe du parti de Sarrebruck-Saint-Jean.
De 1907 à 1913, il travaille comme secrétaire ouvrier à Waldenburg en Silésie, en 1910, il prend la présidence du SPD Waldenburg, qu'il occupe jusqu'en 1923. En 1913, il reçoit le poste de directeur de district de l'association des mineurs de Hamm. Il y est actif jusqu'en 1919. Lors de la Première Guerre mondiale, Osterroth participe en tant que Landsturmmann sur le front de l'Est de 1915 à 1917.
À Hamm-Soest, il devient conseiller municipal et président de l'organisation de circonscription locale du SPD. En 1918, il prend également la présidence du conseil des ouvriers et des soldats de Hamm.
De 1919 à 1920, Nikolaus Osterroth est membre de l'Assemblée nationale de Weimar. De 1921 à 1933, il est membre du parlement de l'État prussien. De 1919 à 1923, il est consultant minier au ministère de l'Économie du Reich. À partir de 1922, il assume la tâche de consultant au ministère du Travail du Reich.
De 1924 à 1933, il est membre adjoint du conseil d'administration et directeur sociopolitique de la Preussische Bergwerks-und Hütten-AG (Preussag) à Werder et membre du conseil de surveillance de deux autres sociétés minières.
Le poste de directeur social est introduit ici pour la première fois. Nikolaus Osterroth voit sa tâche dans la cohésion interne de la nouvelle société Preussag.
Il est également conseiller municipal du Werder.
Nikolaus Osterroth fonde le journal Schlesische Bergwacht en 1911 comme «orgue du district industriel de Basse-Silésie» à Waldenburg. La dernière édition est parue en 1933.
Nikolaus Osterroth décède le 19 septembre 1933 à Werder.

## Publications
- Ein verelendendes Bergrevier. In: Die Neue Zeit. Wochenschrift der deutschen Sozialdemokratie. 31. Jg.  1912–1913, 2. Band (1913), Heft 30, S. 133–143. Digitalisat
- Was können wir sozialisieren? Zur Sozialisierung des Braunkohlenbergbaues. In: Die Neue Zeit. Wochenschrift der deutschen Sozialdemokratie. 37. Jg. 2. Band 1918/1919. Heft 22, S. 511–517. Digitalisat
- Profit- oder Bedarfswirtschaft. In: Die Neue Zeit. Wochenschrift der deutschen Sozialdemokratie. 38. Jg., 1919–1920, 1. Band (1919), Heft 12, S. 263–268. Digitalisat
- Das Betriebsrätegesetz und die Sozialdemokratie. Zwei Reden der Abgeordneten Bender und Osterroth zur 2. und 3. Lesung des Gesetzes. Sozialdemokratische Partei, Bezirkssekretariat, Frankfurt am Main 1920.
- Vom Beter zum Kämpfer. Verlag Buchhandlung Vorwärts, Berlin 1920.
  - Vom Beter zum Kämpfer. Mit einer Einleitung von Hans J. Schütz. J. H.W. Dietz Nachf., Berlin, Bonn 1980.
- Selbsthilfe durch Ausnutzung der Kaufkraft des Lohnes. Eine volkswirtschaftliche Plauderei Selbsthilfe!. Vorwärts. Druckerei und Verlag, Berlin 1920.
- Der Kampf um Oberschlesien. In: Die Neue Zeit. 38. Jg. 1919–1920, 2. Band (1920), Heft 23, S. 529–534. Digitalisat
- Wie ich in der Schule Polizeichef war. In: Arbeiter-Jugend. 1920, S. 62–63.Digitalisat
- Der Streit um die Arbeitsgemeinschaften. Hrsg. von „Aufbau und Werden“, Gesellschaft für praktische Volksaufklärung. Der Firn, Berlin 1921.
- Otto Hue (de). Ein Lebensbild für seine Freunde. Hrsg. vom Vorstand des Verbandes der Bergarbeiter Deutschlands. Druck H. Hannsmann & Co., Bochum 1922. Digitalisat
- Der unanständige Löwe und andere Lausbubengeschichten. Mit Zeichnungen von Heiner Dikreiter (de). Drei Zinnen Verlag, Würzburg 1922. Kinderbuch
- Der deutsche Arbeiter und der Ruhreinfall. Verlag für Politik und Wirtschaft, Berlin 1923.
  - The german Worker and the Ruhr invasion. Verlag für Politik und Wirtschaft, Berlin 1923.
  - L' ouvrier allemand et l'invasion de la Ruhr Verlag für Politik und Wirtschaft, Berlin 1923.